# Ях'я аль-Мансур
Ях'я бін Ахмад бін Ях'я аль-Хусейн аль-Мансур (араб. يحيى أحمد يحيى الحسين; помер 976) – імам Зейдитської держави у Ємені.

## Життєпис
Був п'ятим сином імама Ахмада ан-Насіра. Ще до смерті батька 934 року троє з його синів посварились між собою. Хоча володарювання імама не було суто спадковим, а залежало від персональної кваліфікації та походження від пророка Магомета, спадковість, як правило, йшла від роду Рассідів. Два сина ан-Насіра аль-Мунтахаб аль-Хасан і аль-Мухтар аль-Касім сперечались за імамат. Пізніші хроніки не визнають жодного з них імамом Зейдитів. Їхній наймолодший брат Ях'я аль-Мансур вважається імамом від 934 до самої його смерті 976 року.
Внутрішні суперечки серед Зейдитів ускладнювались заворушеннями серед племінних груп півночі єменського високогір'я, які підтримували то одну, то іншу сторону. За часів правління Ях'я аль-Мансура у високогір'ї перевагу мали Яфуриди.